# Дуго путовање у рат
Дуго путовање у рат је српски документарни филм из 2018. године, у режији Милоша Шкундрића. Производи га Paradox Film, уз подршку Министарства културе и информисања и Филмског центра Србије. У филму учествују: Џон Рол, Хју Строн, Жорж-Анри Суту, Олег Ајрапетов, Лотар Хебелт, Аника Момбауер, Доминик Ливен, Жан-Пол Блед, Алан Скед, Штиг Ферстер и пок. Душан Батаковић.
Премијерно је приказан 30. марта 2018. у Дому омладине Београда, док га је Netflix приказао 28. јуна 2022, на 108. годишњицу Сарајевског атентата.